# فرودگاه محلی شهر لینکولتون–لینکولن
فرودگاه محلی شهر لینکولتون-لینکولن (به انگلیسی: Lincolnton-Lincoln County Regional Airport) یک فرودگاه همگانی بهره‌برداری هوایی است که یک باند فرود آسفالت دارد و طول باند آن ۱۶۷۶ متر است. این فرودگاه در کشور ایالات متحده آمریکا قرار دارد و در ارتفاع ۲۶۷ متری از سطح دریا واقع شده است.